# Шоссе 90 (Израиль)
Шоссе 90 (ивр. כביש 90‎ , англ. Highway 90) — самое длинное израильское шоссе длиной около 480 км, проходящее через всю страну от северной границы с Ливаном до южной границы с Египтом.
Шоссе 90 начинается на Ливанской границе около Метулы, проходит через всю Иорданскую долину, вдоль западной стороны озера Кинерет, далее вдоль западного берега Мёртвого моря (что делает его самой низкой в мире дорогой), через долину Арава до Эйлата и заканчивается на южной границе с Египтом на Красном море. Дорога проходит через Западный берег реки Иордан недалеко от города Иерихон, вне районов, контролируемых Палестинской администрацией.
Часть шоссе 90, проходящая через долину реки Иордан, была названа Шоссе Ганди (ивр. דרך גנדי‎), после смерти израильского министра туризма Рехавама Зеэви (Ганди), убитого палестинскими террористами.
Трасса печально известна большим количеством аварий, произошедших на ней. В течение 9 лет, начиная с 2009 года, на ней погибло 32 человека и 447 пострадали. Дорога практически прямая и имеет две встречных полосы. На ней отсутствует разграничительное ограждение. Гонщики часто используют шоссе для нелегальных стартов.
На 311-м километре находится развалины древнего города Архелаида.